# Live at the Hammersmith Odeon '81
Albums de The Stranglers
Access All Areas
(1998) 5 Live 01
(2001)
Live at the Hammersmith Odeon '81 est un album de The Stranglers enregistré par la BBC, lors d'un concert donné le 8 février 1982 à l'Hammersmith Odeon de Londres. La réédition de 2009 Live at the Hammersmith Odeon '82 corrigera l'erreur de date originelle.

## Liste des titres
1. Down in the Sewer
2. Just Like Nothing on Earth
3. Second Coming
4. Non Stop
5. The Man they Love to Hate
6. Who Wants the World
7. Golden Brown
8. How to Find True Love and Happiness in the Present Day
9. Duchess
10. Let Me Introduce You to the Family
11. Tramp
12. The Raven
13. Genetix